# Aspidistra oblanceifolia
Aspidistra oblanceifolia là một loài thực vật có hoa trong họ Măng tây. Loài này được F.T.Wang & K.Y.Lang mô tả khoa học đầu tiên năm 1982.